# Black Maria

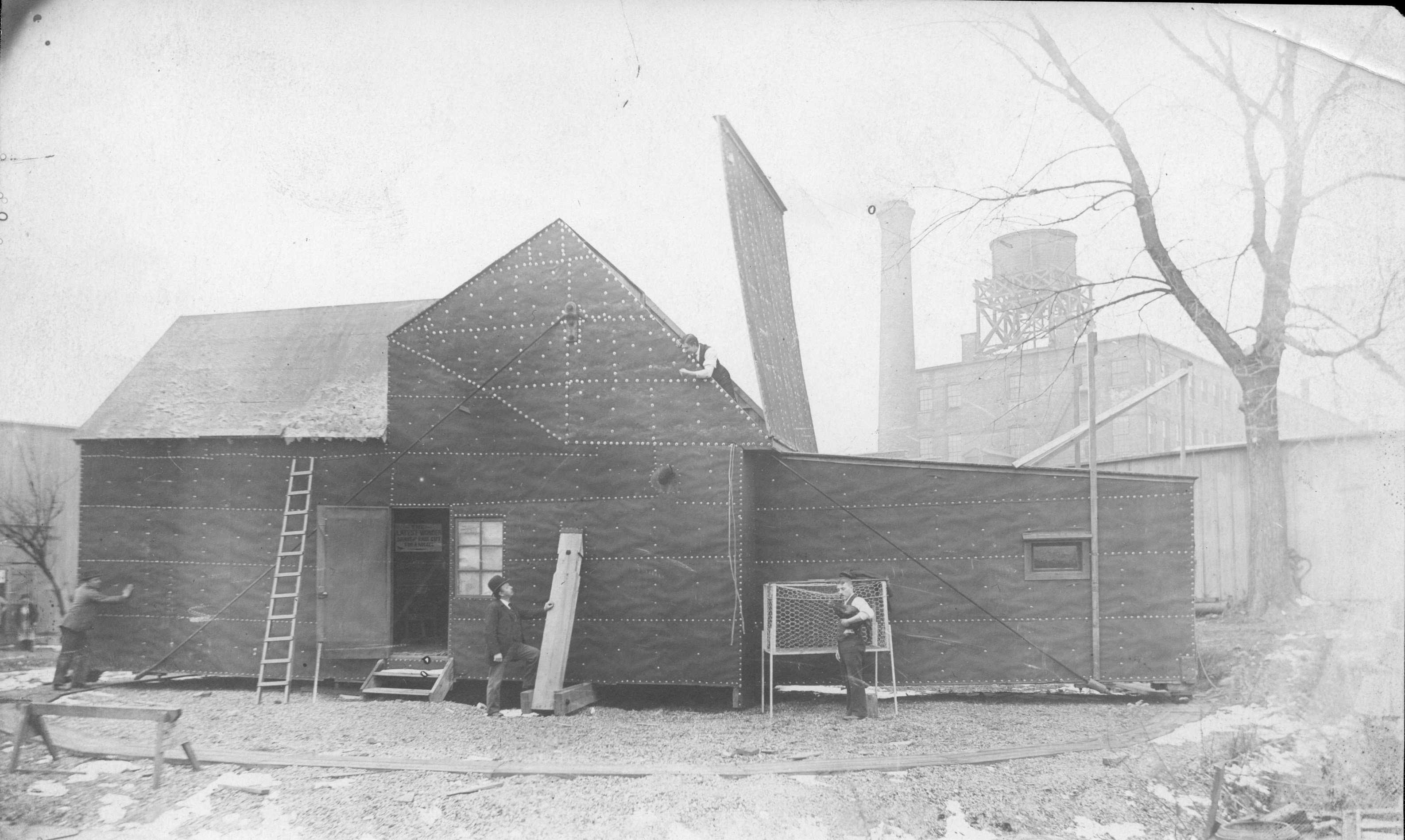
Zeitgenössische Ansicht der Black Maria

Die Black Maria [blæk maˈɹiːa] (englisch für Schwarze Maria) war das erste kommerzielle Filmstudio der Welt. Es wurde im Jahr 1892 von dem Filmpionier William K. L. Dickson auf dem Gelände von Thomas Alva Edisons Laboratorien in West Orange, New Jersey, erbaut und diente von 1893 bis 1901 als Produktionsstätte für die Filme der Edison Manufacturing Company.
Die Filme aus dem Black-Maria-Studio zählen zu den ältesten Aufnahmen der Filmgeschichte. Die meist unter einer Minute langen Filme wurden zunächst in Kinetoskopen vermarktet, ab 1896 wurden die Filme auch auf Leinwand projiziert. Auf der kleinen Bühne der Black Maria wurden hauptsächlich Auftritte bekannter Zirkusartisten und Vaudeville-Künstler, einfache Szenen aus der Alltagswelt sowie kurze Ausschnitte aus Bühnenstücken gefilmt.
Die Konkurrenz durch andere Filmproduzenten, das gestiegene Interesse an Filmen, die an Originalschauplätzen gedreht wurden, und der eingeschränkte Platz in der Black Maria führten 1901 zur Verlagerung der Filmproduktion nach New York und zwei Jahre später zum Abbruch des verlassenen Gebäudes. 1954 wurde auf dem Gelände der Edison-Laboratorien ein Nachbau des Studios errichtet.

## Geschichte derBlack Maria

### Entwicklung der edisonischen Filmkamera

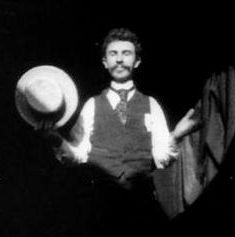
William K. L. Dickson (Standbild aus Dickson Greeting)

Inspiriert durch die Serienfotografien von Eadweard Muybridge und Étienne-Jules Marey formulierte Thomas Alva Edison im Jahr 1887 erstmals die Idee, ein Gerät zu entwickeln, das „bewegte Bilder“ aufzeichnen und wiedergeben konnte. Ihm schwebte ein Instrument ähnlich seinem zehn Jahre zuvor entwickelten Phonographen zur Aufzeichnung von Sprache und Musik vor. Mit den Entwicklungsarbeiten an dem Kinetoskop genannten Gerät wurde im Herbst 1888 der schottische Ingenieur William K. L. Dickson beauftragt, der als Amateurfotograf die nötigen Erfahrungen einbringen konnte.

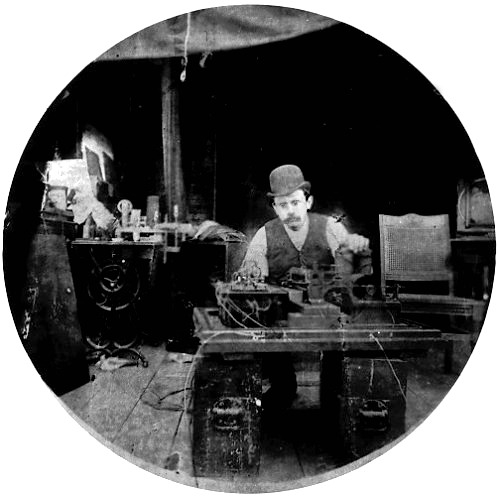
Dicksons Assistent Charles Kayser vor einem frühen Modell des Kinetographen

Zunächst versuchte Dickson, analog zum Phonographen, Einzelbilder auf einer speziell präparierten Walze aufzunehmen. Diese Anordnung erwies sich aber als nicht praktikabel, obwohl im Oktober 1890 erste Versuchsfilme fertiggestellt wurden. Nach Berichten von Marey und William Friese-Greene über die Verwendung von Zelluloidfilmen wandte sich Dickson daraufhin diesem neuen Filmmedium zu und entwickelte schließlich eine elektrisch betriebene Filmkamera, den Kinetographen, mit dem Filmrollen 46-mal in der Sekunde belichtet werden konnten. Als Betrachtungsgerät wurde das Kinetoskop entwickelt, ein Guckkasten, in dem die entwickelten Filmstreifen in einer Endlosschleife mit einer edisonschen Glühlampe beleuchtet und durch ein Vergrößerungsglas betrachtet wurden.
Der erste experimentelle Film, der nur wenige Sekunden dauernde Streifen Dickson Greeting, wurde mit dem Kinetographen im Mai 1891 aufgenommen und am 20. Mai 1891 einer Besuchergruppe in den fotografischen Laboratorien der Edison Manufacturing Company vorgeführt. In den folgenden Monaten wurden sowohl die Kamera als auch das Betrachtungsgerät weiter verbessert. Kinetograph und Kinetoskop wurden im August 1891 patentiert, bis 1893 wurden beide Geräte weiter überarbeitet.
Im Oktober 1892 hatte Dickson die Kamera soweit verbessert, dass Edison die Präsentation von Dicksons Erfindung auf der World’s Columbian Exposition in Chicago vorbereiten und eine kommerzielle Nutzung des Kinetoskops planen konnte. Dazu war aber die Produktion weiterer Filme notwendig. Da die Größe, das Gewicht und Unbeweglichkeit des Kinetographen die Handhabung in den normalen Laboratorien erschwerten, wurde die Errichtung eines eigenständigen Gebäudes für die Dreharbeiten beschlossen.

### Errichtung des Studios

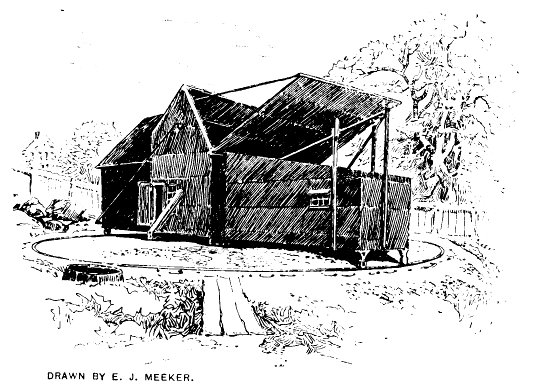
Das Black Maria Filmstudio (Illustration von E. J. Meeker, 1894)

Dickson entwarf ein Gebäude, das eine kleine Bühne und Platz für die Filmtechnik bot. Das hölzerne Gebäude war rund 15 m lang und 4 m breit. Wegen der geringen Lichtempfindlichkeit des verwendeten Filmmaterials war das Dach des Gebäudes aufklappbar, so dass das Sonnenlicht zur Belichtung ausgenutzt werden konnte. Um eine optimale Beleuchtung zu garantieren, wurde das Bauwerk auf einer drehbaren Plattform errichtet. Zusätzlich wurden vier lichtstarke Magnesiumlampen installiert. Um störenden Lichteinfall zu verhindern und auf der Bühne einen möglichst großen Kontrast zwischen dem gefilmten Geschehen und dem Hintergrund zu erreichen, war das Studio vollständig mit schwarzer Teerpappe ausgekleidet. Dickson beschrieb stolz, dass sein Gebäude keinen architektonischen Gesetzen entsprach und weder in den verwendeten Materialien noch in der Farbgebung den Konventionen folgte.
Die schwarze Farbe und die Enge innerhalb des Gebäudes führten dazu, dass das Kinetographic Theater, so die offizielle Bezeichnung des Studios, den Spitznamen „Black Maria“ in Anspielung auf die schwarz lackierten Gefangenentransporter erhielt.
Die Bauarbeiten auf dem Gelände der Edison Manufacturing Company begannen im Dezember 1892, fertiggestellt wurde das Kinetographic Theater am 1. Februar 1893. Die Baukosten betrugen 637,67 US-Dollar. Der Beginn der Dreharbeiten im neuen Gebäude verzögerte sich aber wegen weiterer Umbauten an der Filmkamera und Dicksons angeschlagener Gesundheit.
Die Arbeit in der Black Maria wurde schließlich Ende April 1893 aufgenommen. Der älteste bekannte Film aus diesem Studio ist die Blacksmith Scene, eine nostalgische Szene, in der drei Angestellte Edisons als Schmiede auftraten. Dickson griff mit diesem Film ein bereits von Eadweard Muybridge fotografiertes Sujet auf. Der nur rund 30 Sekunden lange Film wurde am 9. Mai 1893 bei einer Präsentation Edisons vor der Physikalischen Fakultät des Brooklyn Institute for Arts and Sciences vorgeführt.
Die ebenfalls für den Mai geplante Vorführung des Kinetoskops auf der Chicagoer Weltausstellung fand dagegen trotz Vorankündigungen nicht statt. Hintergrund war die verzögerte Anfertigung der Betrachtungsgeräte, nachdem ein neuer Prototyp erst kurz vor der Präsentation in Brooklyn fertiggestellt worden war. Die Serienfertigung von 25 weiteren Geräten verzögerte sich schließlich bis zum März 1894. Aufgrund dieser Produktionsprobleme, die mit einer Wirtschaftskrise in den Vereinigten Staaten einhergingen, wurden im Jahr 1893 nur wenige Filme zu Demonstrationszwecken hergestellt.

### Beginn der kommerziellen Filmproduktion

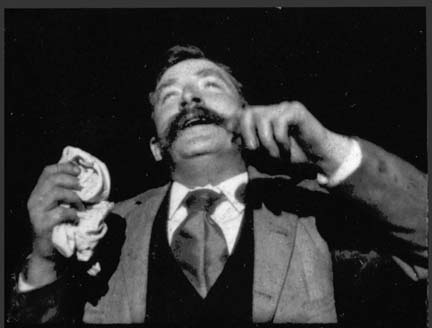
Standbild aus Fred Ott’s Sneeze

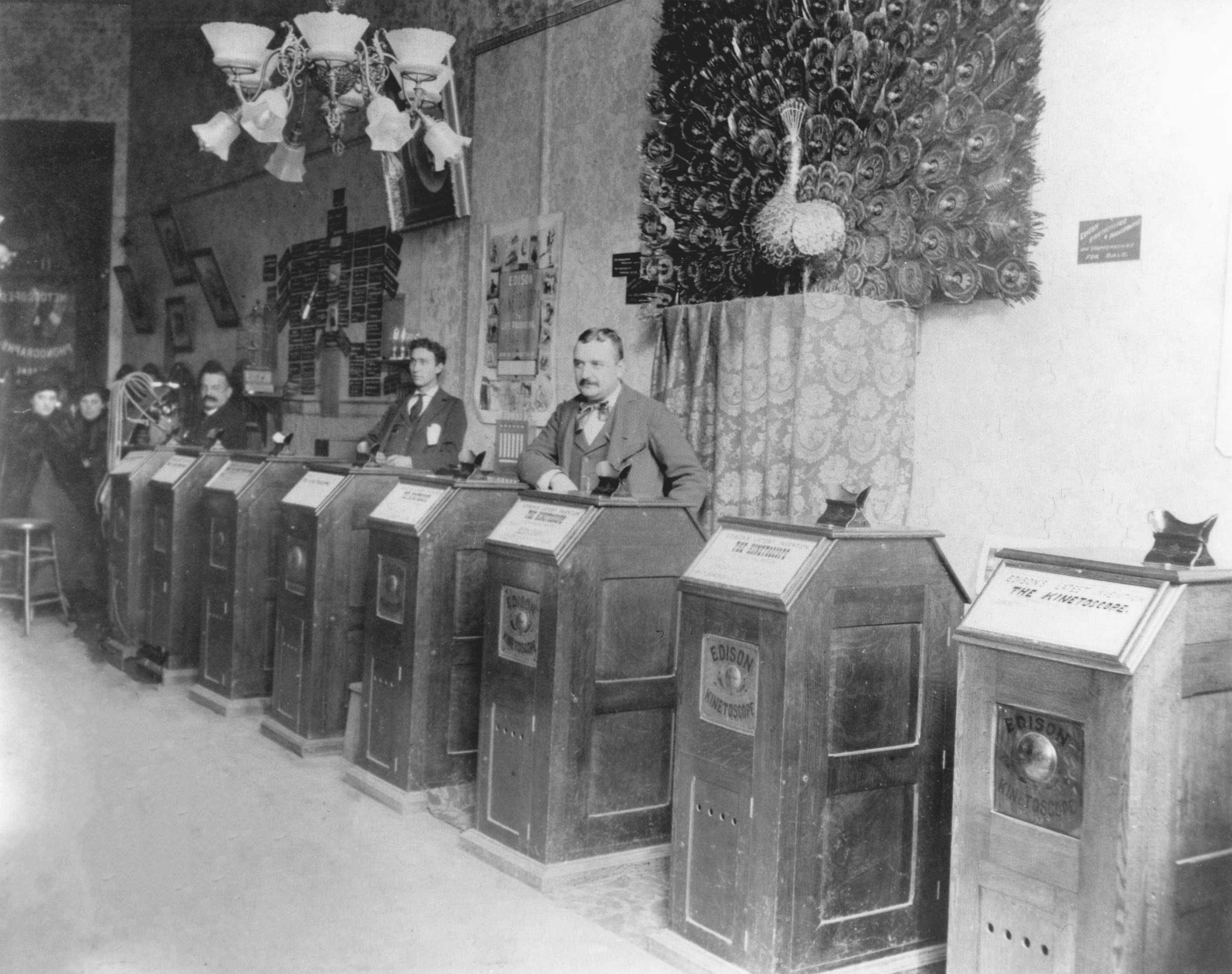
Kinetoskop-Salon in San Francisco (um 1895)

Anfang des Jahres 1894 wurden die Anstrengungen zur Vermarktung des Kinetoskops verstärkt. In der ersten Januarwoche filmte Dickson seinen Assistenten Fred Ott dabei, wie er eine Prise Schnupftabak nahm und daraufhin herzhaft nieste. Dieser Film mit dem Titel Edison Kinetoscopic Record of a Sneeze (besser bekannt als Fred Ott’s Sneeze) wurde am 9. Januar 1894 von Dickson als erster Film der Geschichte zum US-amerikanischen Copyright angemeldet. Der Film entstand nach einer Anfrage der Zeitschrift Harper’s Weekly, die Einzelbilder dieses Films im März 1894 abdruckte.
In den folgenden Monaten arbeiteten Dickson und sein Assistent William Heise an weiteren Filmen, die für die erste kommerzielle Präsentation im Frühjahr vorbereitet wurden. Großes Publikumsinteresse löste am 6. März ein Besuch des berühmten Kraftsportlers Eugen Sandow in Edisons Laboratorien aus. Nach einem Treffen mit Thomas Alva Edison ließ er sich in der Black Maria bei der Durchführung seiner Aufwärmübungen filmen. Auf Sandows Besuch folgten weitere Vaudeville-Künstler. Ebenfalls im März wurden mit der Tänzerin Carmencita und der Kontorsionistin Ena Bertoldi erstmals Frauen gefilmt. Mit weiteren Filmen wie Cock Fight, der einen Hahnenkampf in Nahaufnahme zeigte, und einer Barraumszene, die ähnlich wie Blacksmith Scene arrangiert war, schufen Dickson und Heise Filme, die besonders ein männliches Publikum ansprechen sollten.
Am 1. April 1894 wurde die Vermarktung des Kinetoskops endgültig von den Edison-Laboratorien zu der Edison Manufacturing Company übertragen. Bis zu diesem Zeitpunkt betrugen die Entwicklungskosten für Kinetograph und Kinetoskop inklusive des Baus und Betriebs der Black Maria mehr als 24.000 Dollar. Nachdem endlich mit einem Jahr Verzögerung die ersten zehn Kinetoskope fertiggestellt waren, konnte am New Yorker Broadway ein von den Holland Brothers betriebenes Geschäft ausgestattet werden. Der Kinetoskop-Salon wurde am 14. April 1894 eröffnet und sorgte bereits am ersten Tag für großes Aufsehen. Gezeigt wurden zehn verschiedene Filme (in jedem Kinetoskop ein anderer Film), darunter auch der erste in der Black Maria fertiggestellte Streifen Blacksmith Scene. Je fünf Geräte konnten für den Eintrittspreis von 25 Cent nacheinander benutzt werden.
Mitte Mai 1894 wurde ein weiterer Salon in Chicago mit zehn Kinetoskopen ausgestattet, die letzten fünf Geräte der ersten Produktionsserie wurden am 1. Juni in San Francisco der Öffentlichkeit präsentiert. Die Edison Manufacturing Company hatte inzwischen die Produktion der Kinetoskope übernommen und erfüllte Anfragen nach Geräten aus den gesamten Vereinigten Staaten. Im Oktober 1894 wurden in Paris und London die ersten überseeischen Kinetoskop-Salons eröffnet, bis zum Ende des Jahres folgten Salons unter anderem in Deutschland, den Niederlanden und Australien.

### Kommerzielle Erfolge

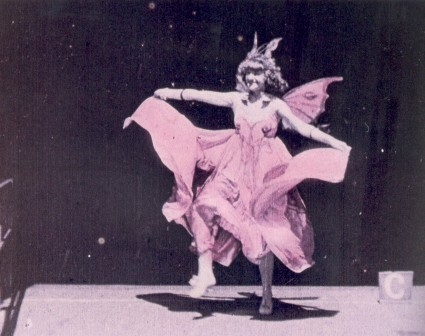
Annabelle Whitford bei ihrem Schmetterlingstanz (koloriertes Standbild)

Da das Kinetoskop von der Presse als eine „neue Sehenswürdigkeit“ gefeiert wurde, besuchten zahlreiche Künstler während ihrer Gastspiele in New York das Filmstudio im nahe gelegenen West Orange, um mit ihren Filmauftritten selbst am Ruhm teilzuhaben. Neben Zirkuskünstlern von Barnum and Bailey waren Artisten der Vaudeville-Bühnen gern gesehene Gäste. Sowohl Professor Harry Weltons Katzenzirkus als auch die dressierten Hunde von Professor Ivan Tschernoff traten vor die Kamera. Im Juli 1894 wurde erstmals der Kinetograph außerhalb der Black Maria eingesetzt, um den Hochseilartisten Juan Caicedo zu filmen. Die Tänzerin Annabelle Whitford führte zwischen 1894 und 1898 gleich mehrmals ihre Kunst in der Black Maria vor, einige dieser Filme wurden später handkoloriert.
Im Herbst 1894 traten mehrere Artisten von Buffalo Bill’s Wild West Show vor Edisons Kamera. Neben der Kunstschützin Annie Oakley und Buffalo Bill persönlich wurden auch mehrere Szenen mit tanzenden Sioux-Indianern aufgenommen. Erneut wurde die nur schwer transportierbare Kamera außerhalb der Black Maria eingesetzt, um den Rodeo-Star Lee Martin auf einem sich wild bäumenden Pferd zu filmen.
Ende November 1894 wurden die bisher aufwendigsten Filme in der Black Maria inszeniert. Für die Aufnahme von Szenen aus der musikalischen Burleske A Milk White Flag wurde eine 34-köpfige Marching Band in das enge Studio gezwängt. Wenige Tage später wurde eine Szene mit Feuerwehrleuten gedreht. Um im Studio eine realistische Darstellung zu ermöglichen, wurden Rauchbomben eingesetzt. Der Film Fire Rescue Scene markierte somit den erstmaligen Einsatz von Spezialeffekten in Edisons Filmen.

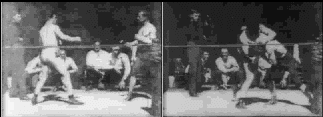
Boxkampf zwischen Michael Leonard und Jack Cushing (Standbilder)

Neben den abgefilmten Vaudeville- und Zirkusnummern sowie den Genrefilmen aus der Arbeitswelt entdeckten die Filmemacher der Black Maria ein neues Arbeitsfeld mit der Inszenierung von Boxkämpfen. Da das Preisboxen in weiten Teilen der Vereinigten Staaten verboten war, erwarteten Edisons Vertriebspartner hohe Umsätze mit solchen Filmen. Am 15. Juni 1894 traten die Boxer Michael Leonard und Jack Cushing gegeneinander vor laufender Kamera zu einem Kampf über sechs Runden an. Wegen des begrenzten Platzes war der improvisierte Boxring in der Black Maria kleiner als gewöhnlich und eine Runde dauerte nur eine Minute. Damit eine Runde komplett aufgezeichnet werden konnte, wurden anstelle der üblichen 50 Fuß (rund 15 Meter) langen Negativstreifen 150 Fuß lange Rollen verwendet, zusätzlich wurde die Aufnahmegeschwindigkeit von 46 auf 30 Bilder pro Sekunde reduziert. Somit entstanden während des Boxkampfes die damals längsten Filme der Geschichte.
Für die längeren Filmstreifen wurden größere Kinetoskope konstruiert, die erstmals im August 1894 in New York eingesetzt wurden. Die Zuschauer konnten die sechs Runden nacheinander in den Betrachtungsgeräten anschauen, mussten allerdings für jede einzelne Runde 10 Cent bezahlen. Trotzdem wurden die Filme ein großer Erfolg, weshalb am 7. September der amtierende Boxweltmeister „Gentleman Jim“ Corbett in der Black Maria zu einem hoch dotierten Schaukampf gegen Peter Courtney antrat. Corbetts KO-Sieg in der sechsten Runde wurde in den Zeitungen ausführlich behandelt, die Filme fanden in den gesamten Vereinigten Staaten reißenden Absatz. In der Folge wurden weitere Zweikämpfe in der Black Maria arrangiert, wobei neben Faustkämpfen auch Fecht- und Schwertkämpfe inszeniert wurden.

### Stagnation

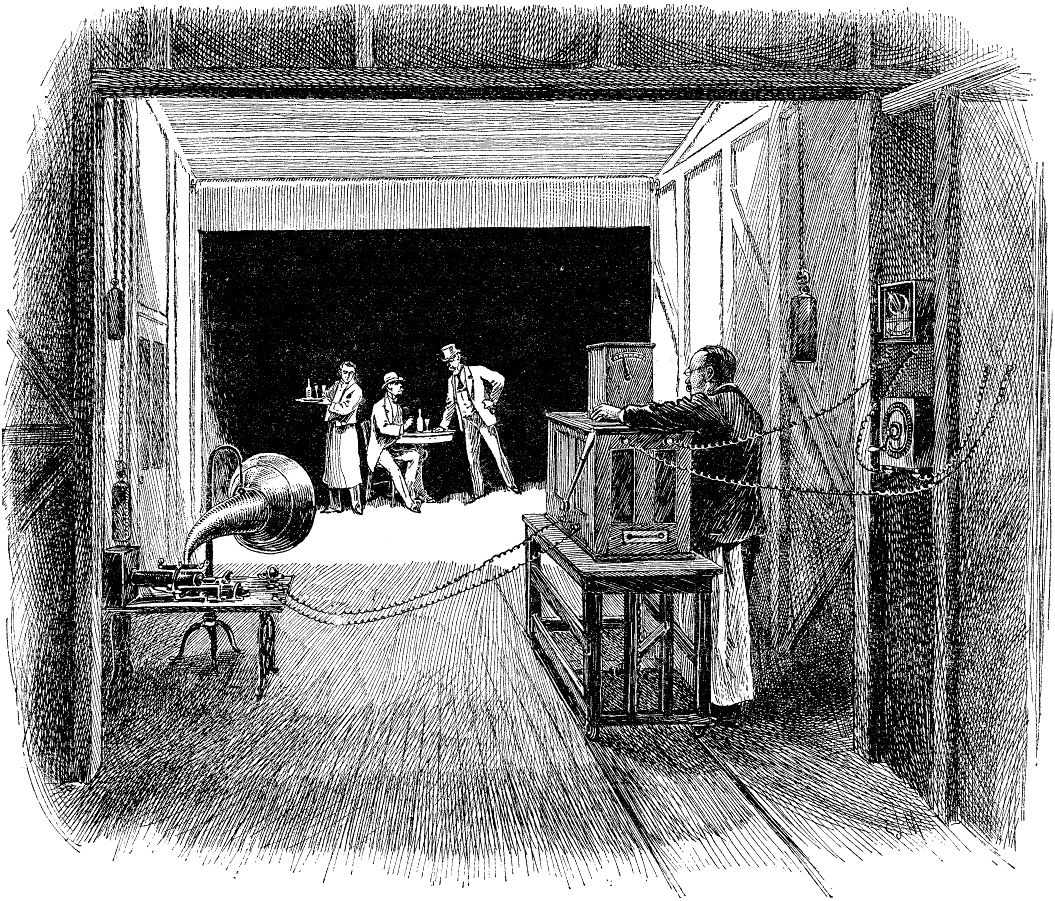
Dreharbeiten im Black Maria Studio. Der links stehende Phonograph wurde bei ersten Versuchen zur Aufnahme von Tonfilmen eingesetzt. Illustration von E. J. Meeker (1894)

Anfang des Jahres 1895 begann die Begeisterung für das Kinetoskop nachzulassen. Die Verkaufszahlen für die Betrachtungsgeräte und Filme stagnierten, hinzu kam mit Herman Caslers Mutoskop ein Konkurrenzprodukt auf den Markt. Da Edison Dicksons Entwicklungen nur in den Vereinigten Staaten durch Patente geschützt hatte, arbeiteten zur gleichen Zeit mehrere europäische Erfinder an Nachbauten des Kinetographen.
Edison reagierte mit der Ankündigung, Filme mit dazu passender musikalischer Untermalung anzubieten. Dickson hatte mit dem Kinetophon ein Gerät entwickelt, das gleichzeitig einen Film und eine Phonograph-Walze abspielen konnte. Auch wenn mit dem unveröffentlichten Dickson Experimental Sound Film Versuche zur synchronisierten Tonwiedergabe unternommen wurden, wurden in den ab März 1895 erhältlichen Kinetophonen unabhängig aufgenommene Tonwalzen zu den Filmen angeboten. Das neue System fand aber kaum Interesse bei den Kunden, es wurden nur 45 Kinetophone verkauft.
Einen weiteren Rückschlag erlebte Edison, als William K. L. Dickson überraschend das Unternehmen verließ. Dickson zog mit seiner Kündigung die Konsequenz aus monatelangen Streitigkeiten mit dem Geschäftsführer der Edison Company, William E. Gilmore, und unterschiedlichen Ansichten mit Edison über die Zukunft der Filmtechnik. Während Dickson von der Möglichkeit der Filmprojektion überzeugt war, wollte Edison aus wirtschaftlichen Gründen an dem Kinetoskop festhalten.
Nach Dicksons Weggang war William Heise zunächst alleine für den Filmbetrieb in der Black Maria verantwortlich. Seine Bemühungen, die Filmproduktion aufrechtzuerhalten, waren aber ohne Erfolg. Die Hauptattraktion des vorigen Jahres lockte im Sommer 1895 die Menschen nicht mehr an, die ersten Kinetoskop-Salons fuhren Verluste ein. Edisons Geschäftspartner drängten darauf, einen Filmprojektor zu entwickeln, nachdem erste erfolgreiche Versuche der Latham-Brüder mit ihrem Eidoloskop publik wurden.
Im August 1895 wurde Alfred Clark als Leiter der Filmproduktion eingestellt. Er entwickelte neue Stoffe für Edisons Filme, indem er sich an historische Themen wagte. Obwohl eine mobile Kamera noch immer nicht zur Verfügung stand, ließ Clark mehrere Filme außerhalb des Studios im Freien drehen, darunter mit The Execution of Mary, Queen of Scots den ersten Film mit einem Stop-Motion-Effekt. Doch auch diese neuartigen Filme konnten das nachlassende Interesse am Kinetoskop nicht aufhalten. Clark kehrte zunächst zu den gewohnten Aufnahmen von Akrobaten und Tänzern zurück und verließ kurze Zeit später wieder das Filmgeschäft. Ende des Jahres 1895 kam die Filmproduktion in der Black Maria vollständig zum Stillstand, nachdem über mehrere Wochen Edisons Vertriebspartner keine Abnehmer für neue Kinetoskope gefunden hatten.

### Wiederbelebung durch das Vitaskop

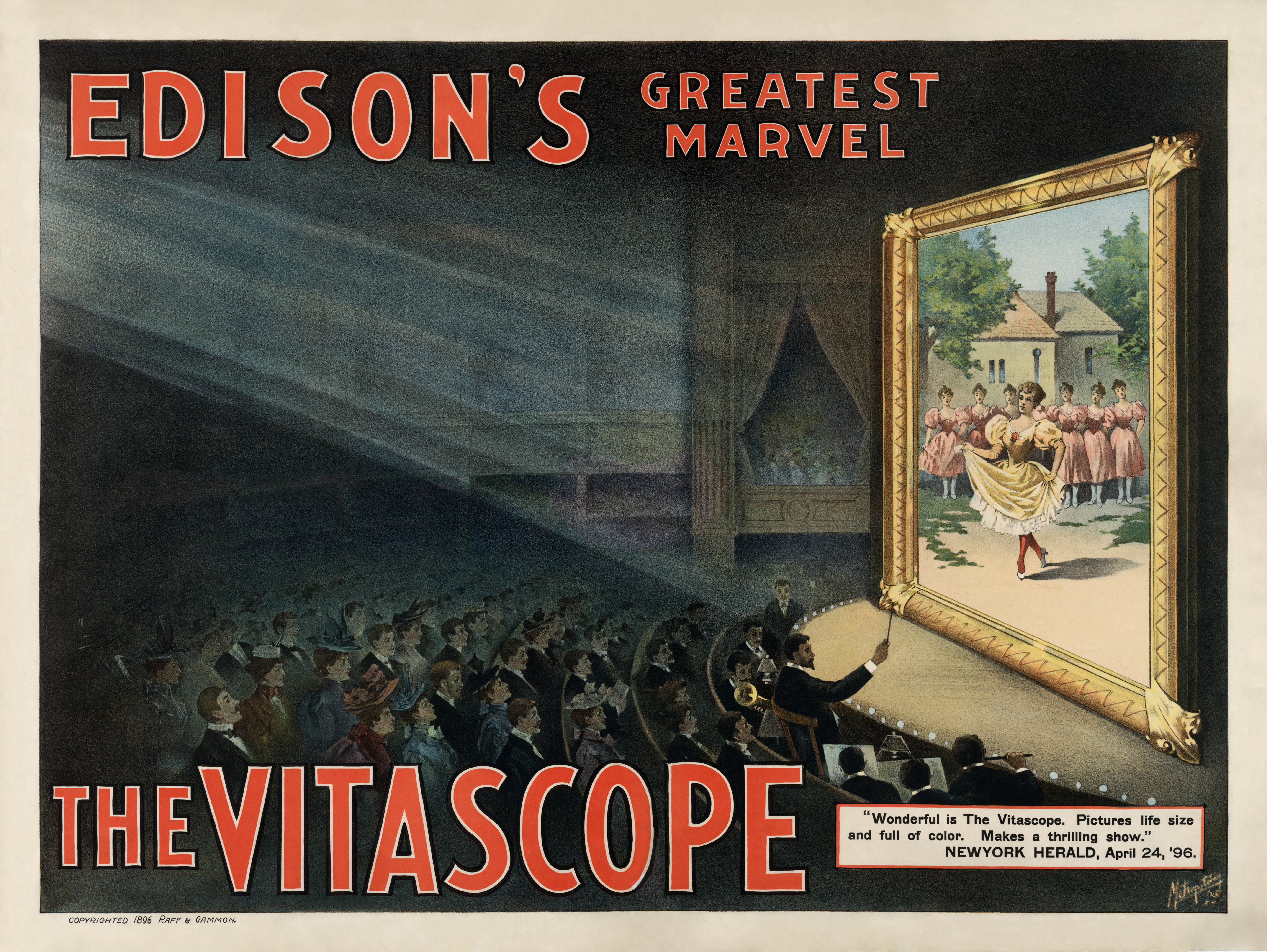
Werbeplakat für Edisons Vitaskop (1896)

Im Jahr 1896 durchlebte die sich entwickelnde Filmindustrie einschneidende Veränderungen. Birt Acres und Robert William Paul in London, die Brüder Skladanowsky in Berlin und vor allem die Brüder Lumière in Paris setzten zu Jahresbeginn sehr erfolgreich ihre Filmprojektoren zur Massenunterhaltung ein; das Kino wurde geboren. Nachdem es Edisons Technikern misslungen war, einen eigenen Projektor zu entwickeln, wurde ein von Charles Francis Jenkins und Thomas Armat entwickeltes System von der Edison Company aufgekauft und im Frühjahr 1896 als Thomas Alva Edisons neueste Erfindung unter dem Namen Vitaskop angekündigt.
Die erste öffentliche Vorführung des Vitaskops fand am 23. April 1896 in New York statt. Gezeigt wurden größtenteils Filme, die in den Vorjahren in der Black Maria für die Verwendung in Kinetoskopen aufgenommen wurden, unter anderem eine Szene aus A Milk White Flag und einen kolorierten Film mit der Tänzerin Annabelle Whitford. Der einzige neue Film bei der Premiere des Vitascopes war R. W. Pauls Rough Sea at Dover; dieser erwies sich als der populärste Film des Abends.
Gerade der Erfolg von Rough Sea at Dover verdeutlichte der Edison Company, dass neue Filme für die Vermarktung des Vitaskops produziert werden mussten. Nach Monaten der Inaktivität befand sich allerdings die Black Maria in einem baufälligen Zustand. Da das Dach nicht mehr vollständig geschlossen werden konnte, war es kalt und zugig auf der Bühne des Studios. Mehrere Künstler weigerten sich, unter diesen Bedingungen vor die Kamera zu treten. Erst wärmeres Wetter und die Einsetzung von James H. White als neuen Leiter der Filmproduktion ermöglichten im April die Wiederaufnahme der geregelten Arbeit in der Black Maria.
Mitte April wurde in der Black Maria im Auftrag der Zeitung New York World eine Szene mit den Schauspielern May Irwin und John C. Rice gedreht. Die Szene stammte aus dem Theaterstück The Widow Jones und zeigte den abschließenden Kuss zwischen den Protagonisten. Der daraus resultierende Film Der Kuss wurde erstmals Ende April vorgeführt und entwickelte sich zu dem erfolgreichsten Film des Jahres.
Einen Monat später wurde in den Edison-Laboratorien eine tragbare Filmkamera fertiggestellt. Diese Kamera ermöglichte es der Edison Company erstmals, Außenaufnahmen ohne größeren technischen Aufwand durchzuführen und so mit den dokumentarischen Filmen (actuality films) der Lumière-Brüder und R. W. Pauls zu konkurrieren. Zu den beeindruckendsten Filmen dieser neuen Kamera zählten Aufnahmen von den Niagarafällen.
Die neue Filmkamera trat aber auch in Konkurrenz zur schwerfälligen Installation in der Black Maria. Die actuality films erwiesen sich nicht nur als äußerst populär, sondern waren auch deutlich kostengünstiger als die Filme, die in der Black Maria aufgenommen wurden. Mussten sich bisher die Schauspieler und Artisten nach New Jersey begeben, konnten sie nun dank der transportablen Kamera direkt im Theater gefilmt werden. Darüber hinaus wurde auf dem Dach des Sitzes der Vertriebsgesellschaft Raft & Gammon ein improvisiertes Studio eingerichtet, das zumindest in den Sommermonaten des Jahres 1896 parallel zur Black Maria genutzt wurde.
Im Sommer 1896 wurde das Vitaskop in weiteren Städten der Vereinigten Staaten vorgestellt, wurde dort aber zunehmend durch den Cinématographe der Lumières und Lathams Eidoloscope bedrängt. Im September stellte schließlich die von William K. L. Dickson mitbegründete American Mutoscope Company mit dem Biograph ein technisch überlegenes System vor. Edisons Kunden beschwerten sich zunehmend nicht nur über die fotografisch schlechte Qualität der teilweise schon zweieinhalb Jahre alten Filme, sondern auch über den technischen Zustand der Filmkopien. Edison reagierte und trennte sich von dem binnen weniger Monate veralteten Vitaskop und entwickelte mit dem Projecting Kinetoscope einen eigenen verbesserten Projektor. Es stellte sich immer deutlicher heraus, dass Edison mit dem Verkauf der Filme mehr Profit erzielen konnte als mit dem Vertrieb der Filmprojektoren. Während im Geschäftsjahr 1896 ein Umsatz von rund 21.000 Dollar durch den Verkauf von Projektoren erreicht wurde, betrug der Umsatz bei den Filmen mehr als 84.000 Dollar.

### Konkurrenzkampf

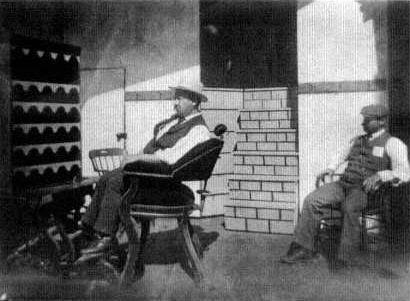
William Heise (links) in der Kulisse von What Demoralized the Barbershop (1897/98)

Im Winter 1896/97 wurde die Produktion neuer Filme verstärkt vorangetrieben. Da die europäischen Filme eine hohe Anziehungskraft auf das Publikum besaßen, bemühten sich James H. White und William Heise, Motive der Lumière-Film nachzustellen und zahlreiche Eisenbahnfilme nach britischem Vorbild aufzunehmen, in denen sie Zugfahrten aus der Perspektive des Lokführers filmten. Auch die Black Maria wurde in den Wintermonaten verstärkt eingesetzt. Thomas Alva Edison stand erstmals selbst vor der Kamera und spielte den genialen Erfinder in einem nachgebauten Labor in Mr. Edison at Work in His Chemical Laboratory.
Um auf die zunehmende Popularität der Biograph-Filme zu reagieren, wurden ab dem Frühjahr 1897 wieder verstärkt Aktualitätenfilme gedreht. Im Sommer 1897 entschloss sich White zu einer ausgedehnten Reise, die ihn zuerst durch die Vereinigten Staaten, dann nach Mexiko und schließlich bis nach Japan und China führte. White wurde auf der insgesamt zehn Monate langen Reise von dem Kameraoperateur Frederick W. Blechynden begleitet. Heise blieb in New Jersey zurück und war vor allem für die Entwicklung der von White zugesandten Negative zuständig, drehte in dieser Zeit aber auch rund 25 eigene Filme. Nur ein Teil dieser Filme entstand in der Black Maria, darunter mit der Komödie What Demoralized the Barbershop Heises erfolgreichster Film des Jahres 1898.
Noch vor der Rückkehr Whites wurde die amerikanische Öffentlichkeit von dem Ausbruch des Spanisch-Amerikanischen Kriegs erschüttert. Der Krieg kam für die junge Filmindustrie zu einem günstigen Zeitpunkt, da das Interesse an den Filmvorführungen allmählich schwand. Biograph erkannte als erster die Möglichkeit, mit patriotischen Filmen das Publikum zurückzugewinnen. Erste Filme über die Explosion der Maine, dem Auslöser des Krieges, entstanden. Die Filmprogramme der Biograph endeten mit Ansichten der US-amerikanischen Flagge und wurden enthusiastisch gefeiert. Edison musste auf die Erfolge der Biograph, die sich inzwischen zum führenden Filmproduzenten der Vereinigten Staaten entwickelt hatte, reagieren und begann ebenfalls Kriegsfilme zu produzieren. Mangels eigener Kräfte wurde ein unabhängig produzierender Kameramann nach Kuba gesandt, zusätzlich kaufte Edison von der neu gegründeten Vitagraph Company Filme auf, um die Nachfrage nach Bildern von dem Krieg zu decken. Erst nach Whites Rückkehr nach West Orange konnte auch die Stammbesetzung der Edison Company zur Produktion patriotischer Filme beitragen, indem Schlachtszenen vor der Kamera nachgestellt wurden.
Die Black Maria spielte zu dieser Zeit eine untergeordnete Rolle. Die Bühne wurde nur noch für kurze Komödien verwendet, in denen White selbst mehrmals vor die Kamera trat, so in der Filmserie Adventures of Jones oder dem auf einem populären Lied basierende Film The Astor Tramp. Mit Filmen wie Cripple Creek Bar-Room Scene nahm White die Entwicklung des Westerns vorweg. Angesichts der immer größer werdenden Abhängigkeit von zuliefernden Filmproduzenten – White und Heise waren nur noch für die Hälfte der von Edison vertriebenen Filme verantwortlich – geriet die Edison Manufacturing Company im Jahr 1899 in eine ernsthafte Krise. Während Biograph ihre Filmproduktion immer weiter ausgebaut hatte, stagnierte das Filmgeschäft bei Edison. Der Umsatz sank von 84.000 Dollar im Jahr 1896 und 75.000 Dollar im Jahr 1897 auf nur noch 39.000 Dollar im Jahr 1899 bei deutlich gestiegenen Produktionskosten für die einzelnen Filme. Eine Expedition mit dem Ziel, exklusive Filmaufnahmen von den Goldsuchern am Klondike River zu produzieren, wurde zu einem finanziellen Reinfall. In dieser Situation stand Edison kurz davor, seine Filmproduktion an Biograph zu verkaufen, das Geschäft scheiterte aber in letzter Sekunde an Finanzierungsproblemen.

### Ende der Filmproduktion in West Orange

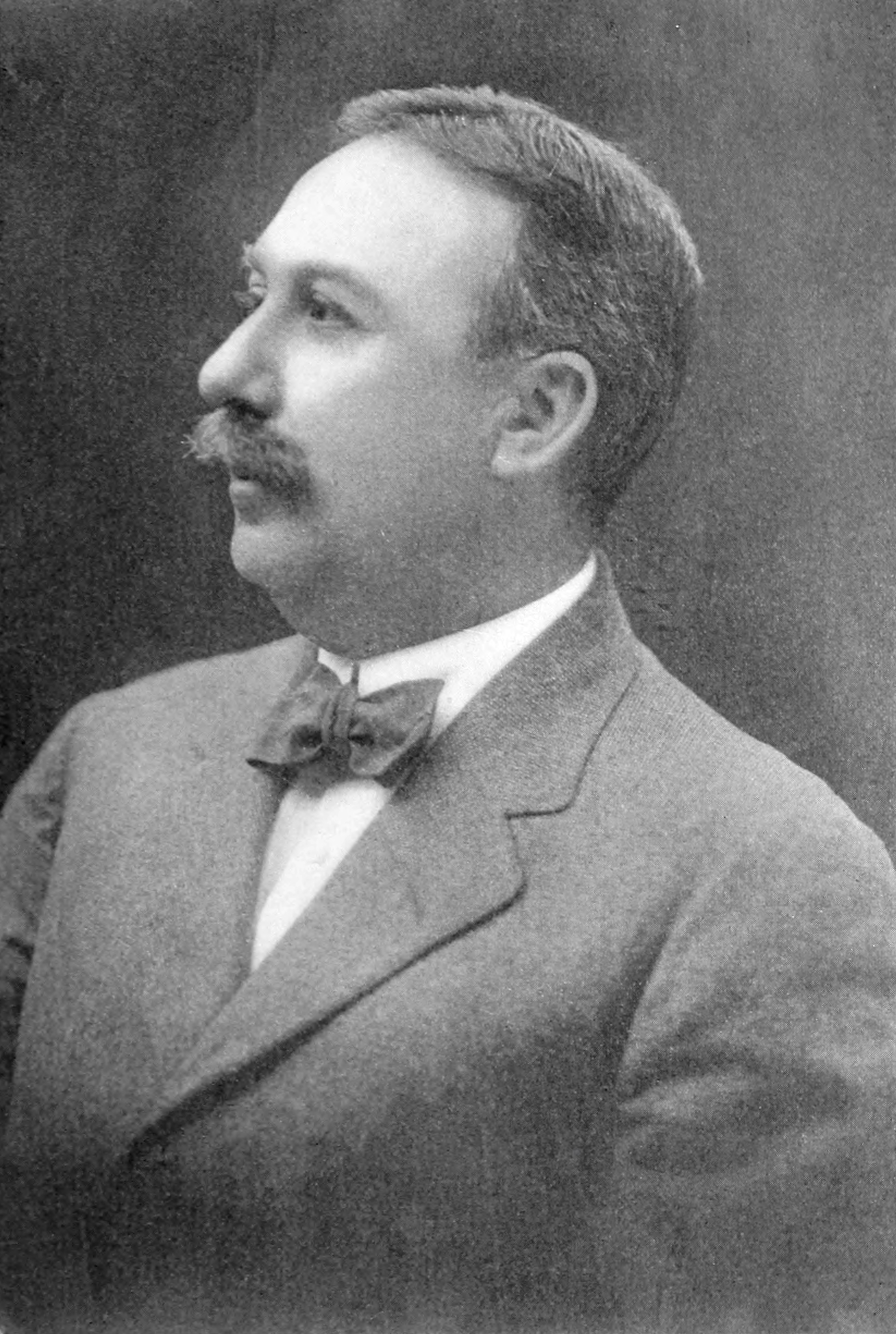
Edwin S. Porter (1901)

Im Herbst 1900 wagte die Edison Company einen Neuanfang. Sowohl die Filmkameras als auch die Projektoren wurden einer Generalüberholung unterzogen. Mit Edwin S. Porter wurde eine neue Kraft eingestellt, die als Filmvorführer große Erfahrung im Umgang mit den Apparaten besaß. Schon nach wenigen Monaten wurde Porter auch als Kameramann und Regisseur eingesetzt und wurde vor allem mit Der große Eisenbahnraub zum wichtigsten US-amerikanischen Filmschaffenden in der ersten Hälfte der 1900er Jahre.
Die Edison Company entschied außerdem, ein neues Studio im New Yorker Stadtteil Manhattan zu errichten. Die Black Maria entsprach nicht mehr den Ansprüchen eines modernen Filmstudios. Da sich langsam Filme, die aus mehreren Einstellungen montiert waren, durchsetzten, wurden Atelierszenen in immer aufwendigeren Kulissen aufgenommen. Die Black Maria bot dafür nicht ausreichend Platz. Außerdem wollte man unabhängiger vom Wetter werden, weshalb das neue Studio ein Glasdach erhielt. Das neue Studio garantierte eine kontinuierliche Filmproduktion und machte Edison unabhängiger von Zulieferern wie Vitagraph. Im Januar 1901 wurde das Studio in Manhattan bezogen. Die Black Maria blieb ungenutzt und wurde zwei Jahre später abgerissen.
Tatsächlich schaffte es die Edison Company, zu ihren Konkurrenten aufzuholen, vor allem nachdem Edison mehrere Rechtsstreite gegen seine Konkurrenten wegen Patentverletzungen gewonnen hatte. 1908 gelang es Edison, mit der Motion Picture Patents Company den US-amerikanischen Filmmarkt zu kontrollieren. Künstlerisch entwickelten sich Edisons Filme aber nur wenig weiter und 1918 wurde die Filmproduktion endgültig eingestellt.
Zur Premiere der Filmbiografie Der große Edison wurde 1940 ein Nachbau der Black Maria errichtet, der allerdings nicht erhalten blieb. Erst im September 1954, ein Jahr vor der Auszeichnung der Edison-Laboratorien als National Historic Site, wurde nahe der ursprünglichen Stelle eine Rekonstruktion der Black Maria fertiggestellt, die auch heute noch besichtigt werden kann. Seit 1981 ist das ehemalige Filmstudio Namensgeber für das von der New Jersey City University veranstaltete Black Maria Kurzfilmfestival.

## Filmhistorische Bewertung der Filme aus derBlack Maria

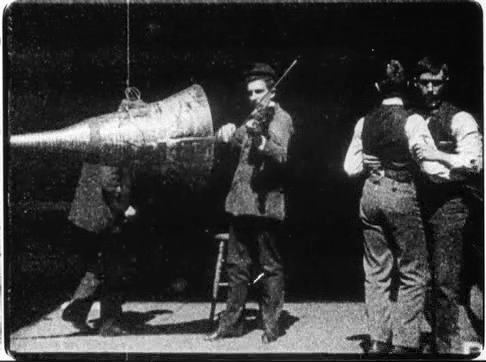
Standbild aus Dickson Experimental Sound Film; ein Beispiel für die homosozialen Themen der frühen Filme aus der Black Maria

Auch wenn in früheren Jahren die Brüder Lumière und Thomas Alva Edison als Väter des Films bezeichnet wurden, kann man im Rückblick weder einen einzelnen Erfinder noch einen genauen Zeitpunkt der Erfindung des Films benennen. Dicksons Filmkamera hatte nicht nur Vorläufer in den Kameras von Louis Le Prince, William Friese-Greene oder Émile Reynaud, sondern auch in dem Zoetrop und der Laterna magica. Trotzdem wird die Black Maria von Filmhistorikern wie Leonard Maltin als die Geburtsstätte der Filmindustrie betrachtet, da hier die ersten kommerziell vertriebenen Filme produziert wurden.
Anders als bei den ersten Aufnahmen der europäischen Filmpioniere, die größtenteils städtische oder ländliche Ansichten zeigten, entstanden die frühen Aufnahmen Dicksons und Heises ausschließlich in der Black Maria. Die Immobilität des Kinetographen hatte erst die Errichtung des Studios notwendig gemacht. Die schwarze Auskleidung der Studiobühne war nach Ansicht des Filmhistorikers Charles Musser sowohl technisch, als auch ästhetisch begründet. Der schwarze Bildhintergrund verdeckte eine fehlende räumliche Tiefe des Motivs und sollte an Muybridges und Mareys Bewegungsstudien erinnern. Dabei stand laut Tom Gunning nicht die Bildgestaltung, sondern die starke Stilisierung der Bewegung im Vordergrund. Gerade diese scheinbar einfach inszenierten Filme aus der Black Maria führten dazu, dass der amerikanische Film vor der Jahrhundertwende von vielen Historikern als naiv, primitiv und unfertig betrachtet wurde. Der Filmhistoriker Thomas Elsaesser sieht in dieser Stilisierung dagegen eine Vorgriff auf den klassischen Hollywood-Film; die Black Maria war ein Prototyp des Hollywood-Studiosystems.
Die Filme aus der Black Maria spiegelten aber nicht nur die Ästhetik der Fotografie des 19. Jahrhunderts wider. Paul C. Spehr wies darauf hin, dass Edison von Anfang an den Kinetographen als logische Fortsetzung des Phonographen gesehen hatte. Beide dienten dazu, etwas permanent aufzuzeichnen. So wurden in Analogie zu den phonograph records der ersten von Dickson zum Copyright angemeldeten Filme als Kinetoscope records bezeichnet. Genauso, wie die von Edison kommerziell vertriebenen Tonaufnahmen hauptsächlich aus dem Bereich der Unterhaltungsmusik kamen, wurden mit dem Kinetographen in den frühen Jahren bevorzugt Zirkus- und Vaudeville-Künstler gefilmt. Mit Einführung des Vitaskop-Filmprojektors verlagerte sich allerdings das Repertoire der Filme hin zu kurzen Szenen aus Theaterstücken wie Der Kuss aus dem Musical The Widow Jones. David Robinson sieht hier eine Angleichung der Themen zu den Vorführungen der Laterna magica. Trotz der zunehmend aufwendigen Inszenierungen, die beeinflusst durch die Erfolge der Biograph die Errichtung von Bühnenbildern in der Black Maria erforderten, enthielten auch die späten Filme aus dem Black-Maria-Studio wenige narrative Elemente. Die Filme blieben bis zuletzt typische Beispiele für das Kino der Attraktionen.
Ähnlich wie die Vaudeville-Bühnen waren die ersten Filme der Edison Company auf ein Publikum aus der Mittelschicht ausgerichtet. Erst die Projektion von Filmen öffnete das neue Medium der Arbeiterklasse, die es sich zu Beginn des 20. Jahrhunderts in den Nickelodeons zu eigen machte. Nach Ansicht von W. Bernard Carlson versagte Edison in dieser Übergangsphase – Edisons Denkweise war noch im 19. Jahrhundert verwurzelt, während sich Ende der 1890er Jahre sowohl die Kultur als auch die Gesellschaft der Vereinigten Staaten im Wandel befanden. Die Filme aus der Black Maria waren somit auf ein schwindendes Publikum ausgerichtet, während die breite Masse von den mehr in der Arbeiterwelt angesiedelten Filmen aus Frankreich und von Biograph angetan war. Musser sieht schon in Dicksons frühen Filmen wie Blacksmith Scene eine nostalgische Verklärung der Arbeitswelt, die im krassen Widerspruch zum Realismus der ersten Filme der Lumière-Brüder standen.
Noch auffälliger als die Ausrichtung der filmischen Themen auf die Mittelschicht ist die Konzentration auf ein männliches Publikum, das laut Robinson schon vor der Eröffnung des ersten Kinetoskop-Salons im April 1894 als Zielgruppe der Edison Company erkannt wurde. Charles Musser sieht den Ursprung dieser Erwartungshaltung in der homosozialen Umgebung, in der die Filme entstanden. An der Entwicklung der Edison’schen Kamera waren nur Männer beteiligt, und so traten auch ausschließlich Männer in den ersten Filmen Edisons auf. Die männliche Arbeitswelt, wie sie in der Blacksmith Scene dargestellt wurde, entsprach den Erfahrungen der ersten Filmemacher. Als mit der Tänzerin Carmencita die erste Frau vor die Kamera trat (siehe Carmencita), wurde sie als ein Sexobjekt gefilmt, das den männlichen Voyeurismus befriedigte. Neben der (aus heutiger Sicht verhaltenen) Sexualität dominierte die männliche Gewalt die frühen Filme aus dem Black-Maria-Studio. Boxkämpfe, Hahnenkämpfe und ungewöhnliche Filme wie die von Terriern, die Ratten vor laufender Kamera zerfleischten, sorgten für Aufsehen. Erst als Frauen Gefallen an den Kinetoskop-Salons fanden, änderte sich das Repertoire der Edison Company und wurde schließlich mit den Projektionen familientauglicher.

## Ausgewählte Filme
- Blacksmith Scene (1893)
- Annie Oakley (1894)
- Serpentine Dances (1895)
- The Kiss (1896)
- What Demoralized the Barbershop (1898)